# Eurete
Eurete is een geslacht van sponsdieren uit de klasse van de Hexactinellida.

## Soorten
- Eurete atlanticum Lopes, Hajdu & Reiswig, 2007
- Eurete bowerbanki Schulze, 1886
- Eurete freelandi Ijima, 1927
- Eurete irregulare Okada, 1932
- Eurete lamellina Tabachnick, 1988
- Eurete marshalli Schulze, 1886
- Eurete nipponicum Okada, 1932
- Eurete sacculiforme Okada, 1932
- Eurete schmidtii Schulze, 1886
- Eurete simplicissimum Semper, 1868
- Eurete spinosum Lendenfeld, 1915
- Eurete trachydocus Ijima, 1927